# Nagykereki
Nagykereki é um município da Hungria, situado no condado de Hajdú-Bihar. Tem 37,27 km² de área e sua população em 2015 foi estimada em 1.375 habitantes.